# جيف فيتزجيرالد
جيف فيتزجيرالد (بالإنجليزية: Jeff FitzGerald)‏ هو مدرب رياضي أمريكي، ولد في 18 أبريل 1960 في بربانك في الولايات المتحدة.